# 365 miðlar

365 miðlar logo

365 miðlar ("365 medier") är det största privatägda medieföretaget på Island.
Företaget har två dotterbolag, ett företag kallat 365 ljósvakamiðlar som har tv- och radiokanaler samt 365 prentmiðlar som ansvarar för skrivna media i form av tidningar.
365 miðlar är i sin tur ägt av Dagsbrún, samma företag som äger Vodafone på Island.

## 365 prentmiðlar
365 prentmiðlar ("365 skrivna medier") är ett isländskt medieföretag och är en del av företaget 365 miðlar.

## Tidningar
- Fréttablaðið
- DV

### Magasin
- Hér og nú
- Sirkus Rvk.
- Birta